# 黑种豇豆
黑种豇豆（学名：Vigna stipulata）为豆科豇豆屬下的一个种。

## 扩展阅读
- 維基物種上的相關：黑种豇豆